# بونهمایسان
بونهمایسان (به فرانسوی: Bonnemaison) یک کمون در فرانسه است که در canton of Villers-Bocage واقع شده‌است. بونهمایسان ۸٫۴ کیلومتر مربع مساحت دارد ۲۰۰ متر بالاتر از سطح دریا واقع شده‌است.